# Cilla Black
Cilla Black OBE, eg. Priscilla Maria Veronica White, född 27 maj 1943 i Liverpool, England, död 1 augusti 2015 i Estepona, Spanien, var en brittisk sångerska och programledare. Hon var efter The Beatles en av de största artisterna från Liverpool, och också den enda kvinnliga artisten som slog igenom riktigt stort från den staden. Hon slog däremot inte igenom i USA utan satsade på en karriär i Storbritannien.
Genom att hon som tonåring arbetade i entrén till legendariska klubben Cavern Club fick hon en chans att provsjunga där. The Beatles manager Brian Epstein bestämde sig för att hjälpa även henne på traven. Hennes stora genombrott blev Burt Bacharach-låten "Anyone Who Had a Heart", som gick upp på första platsen på försäljningslistorna i Storbritannien. Även uppföljaren "You're My World" toppade listorna. Några av Cilla Blacks största hits är "Alfie", "Don't Answer Me", "Love's Just a Broken Heart", "Surround Yourself with Sorrows", "Something Tells Me" och "I Couldn't Take My Eyes Off You". Paul McCartney och John Lennon gav några låtar till henne och Paul McCartney skrev en låt till henne. Sedan slutet av 1960-talet var hon mer aktuell inom TV än inom musik. I slutet av sitt liv släppte hon ett par musikalbum.
Cilla Black avled i sin semesterbostad i Estepona av en subduralblödning efter ett fall. Hon är gravsatt i Allerton utanför Liverpool.

## Diskografi (urval)
Soloalbum
- Cilla (1965)
- Cilla Sings a Rainbow (1966)
- Sher-oo! (1968)
- Surround Yourself with Cilla (1969)
- Sweet Inspiration (1970)
- Images (1971)
- Day by Day with Cilla (1973)
- In My Life (1974)
- It Makes Me Feel Good (1976)
- Modern Priscilla (1978)
- Especially For You (1980)
- Surprisingly Cilla (1985)
- Cilla's World (1990)
- Through The Years (1993)
- Beginnings: Greatest Hits & New Songs (2003)
- Cilla All Mixed Up (2009)

Singlar (topp 10 på UK Singles Chart)
- 1964 – "Anyone Who Had a Heart" (#1)
- 1964 – "You're My World" (#1)
- 1964 – "It's for You" (#7)
- 1965 – "You've Lost That Lovin' Feelin'" (#2)
- 1966 – "Love's Just a Broken Heart" (#5)
- 1966 – "Alfie" (#9)
- 1966 – "Don't Answer Me" (#6)
- 1968 – "Step Inside Love" (#8)
- 1969 – "Surround Yourself with Sorrow" (#3)
- 1969 – "Conversations" (#7)
- 1971 – "Something Tells Me (Something's Gonna Happen Tonight)" (#3)